# Alba gu bràth

Bandera d'Escòcia amb el lema Alba gu bràth

Alba gu bràth ([ˈal̪ˠapə kə ˈpɾaːx]  escolteu-ho (?·pàg.)) és una frase en gaèlic escocès que es fa servir per a expressar lleialtat a Escòcia. Es pot traduir al català com a «Escòcia per sempre» (en anglès, "Scotland forever"), per bé que el significat literal de gu bràth en gaèlic és "fins al Judici Final".
La frase es fa servir sovint com a eslògan polític dins la campanya per la independència d'Escòcia.
La frase és equivalent a l'eslògan irlandès Éirinn go Brách («Irlanda per sempre») o el gal·lès Cymru am byth («Gal·les per sempre»). També el moviment nacionalista de Bretanya Sav Breizh es fonamentava en una frase semblant en bretó, en aquest cas «Amunt Bretanya».

## Grafies alternatives
De vegades, la frase apareix escrita erròniament en formes diverses, com ara per exemple: Alba go bragh, Alba gu bra, Alba go breá.

## Cultura popular
A la pel·lícula Braveheart de 1995, el patriota escocès i heroi nacional William Wallace (interpretat per Mel Gibson) crida, "Alba gu bràth" mentre galopa davant les línies de les seves tropes escoceses, en formació abans de la batalla del pont de Stirling.
En l'episodi George Washington vs. William Wallace de la sèrie de YouTube Epic Rap Battles of History, Wallace exclama davant Washington, "I'll knock your face off your moola / Alba gu bràth / gu bràth / hoo-rah / hoo-rah!", traduïble per "Trauré la teva cara dels teus diners / Alba gu bràth / gu bràth / hurra / hurra!"".